# Robert A. Heinlein
Robert Anson Heinlein (7. juli 1907 i Butler, Missouri – 8. maj 1988 i Carmel, Californien) var en amerikansk science fiction-forfatter. Han var en af de mest indflydelsesrige og kontroversielle forfattere af "hård" science fiction. Han satte en høj standard for videnskab og plausibel teknologi i sine værker, som mange samtidige science fiction-forfattere ikke kunne leve op til. I slutningen af 1940'erne blev Heinlein den første science fiction-forfatter, der fik sine usminkede science fiction-historier trykt i konventionelle tidsskrifter, så som The Saturday Evening Post, og i 1960'erne var han blandt de første forfattere hvis science fiction-romaner kom på bestseller-listerne. I mange år var Heinlein, Isaac Asimov og Arthur C. Clarke kendt som de "Tre Store" science fiction-forfattere.
De primære temaer i Heinleins værker var sociale: radikal individualisme, libertarianisme, solipsisme, religion, forholdet mellem fysisk og følelsesmæssig kærlighed, samt spekulationer om uortodokse familieforhold. Hans ikonoklastiske tilgang til disse temaer har medført stærkt afvigende opfattelser af hans værker. Romanen Starship Troopers fra 1959 blev udsat for meget hård kritik af nogle for at være fascistisk. Romanen Stranger in a Strange Land fra 1961 gav ham derimod uventet rollen som rottefænger for den seksuelle revolution og modkulturen.

## Liv
Efter at have gået på flådeakademiet, var Heinlein udstationeret på forskellige skibe, før han i 1934 på grund af tuberkulose måtte afslutte sin flådekarriere. Dernæst havde han forskellige former for arbejde og studerede i Californien. Inspireret af en avisannonce, skrev han i 1939 sin første novelle, der blev udgivet i et science fiction-tidsskrift. Herefter helligede Heinlein sig forfattergerningen.
Heinlein var blandt de mest succesrige science fiction-forfattere. Seks gange vandt han Hugo-prisen og blev af organisationen Science Fiction and Fantasy Writers of America udnævnt til en af science fiction-genrens stormestre ("Grand Master").
Robert A. Heinlein døde den 8. maj 1988 af en luftvejssygdom, efter han allerede i 1970'erne havde haft flere livstruende sygdomme.

## Filosofiske trends
I 30- og 40-erne var Heinlein interesseret i Alfred Korzybskis General Semantics og deltog i flere seminarer om emnet. Synspunkterne på epistemologi synes at komme fra dette, og hans hovedpersoner er ofte optaget af at semantik er et vigtigt værktøj. Han lancerer til og med et nyt sprog frit for de emotionelle konnotationer ethvert nutidigt sprog er belemret med i følge Sapir-Whorf-hypotesen.
Freud, psykoanalyse og religionsfilosofien til P. D. Ouspensky, var fremherskende på denne tid, og Heinlein bruger tanker fra disse, men er skeptisk i forhold til Freud, efter at en redaktør prøvede på at læse freudianske symboler i ungdomsbøgerne. Kulturel relativisme er gennemgående i bøgerne og Margaret Mader i Citizen of the Galaxy henviser klart til Margaret Mead. Omkring 2.verdenskrig var kulturrelativismen det eneste alternativ til racisme, som Heinlein var stærkt imod. Mange af tankene omkring dette er nu tæret bort af tiden, selv om også en sådan påstand vil blive omdiskuteret.
I To Sail Beyond the Sunset lader Heinlein hovedpersonen, Maureen Long, hævde at hovedpointen med metafysikken er at stille spørgsmål som: "Hvorfor er vi her?", "Hvor er vi efter døden?" og så videre, og "du har ikke lov til at svare på disse spørgsmål". Når du svarer krydser du grænsen til religion. Hun giver ikke nogen begrundelse udover at spørgsmålene er skønne, men mangler svar. Heinlein selv hævdede at deduktiv tænkning er strengt taget tautologisk mens induktiv tænkning altid vil være undergivet tvivl. Den eneste sikre kilde til viden er direkte erfaring, som er mangelvare når det gælder fremtiden. Hendes søn/ elsker/ ægtemand Lazarus Long bemærker i en anden bog at for at svare på de "store" spørgsmål i universet var det nødvendigt at stå "udenfor". Som forfatter indfører Heinlein World as Myth/panteistisk solipsisme og giver på en måde et sådant litterært udgangspunkt.

## Filmatiseringer
Nogle af Heinleins værker er blevet filmatiseret, blandt andre Rocket Ship Galileo (som Destination Moon) og Starship Troopers.